# Espadanedo (Macedo de Cavaleiros)
Espadanedo ist ein Ort und eine ehemalige Gemeinde (Freguesia) im portugiesischen Kreis Macedo de Cavaleiros. Die Gemeinde hatte 188 Einwohner (Stand 30. Juni 2011).
Am 29. September 2013 wurden die Gemeinden Espadanedo, Edroso, Murçós und Soutelo Mourisco zur neuen Gemeinde União das Freguesias de Espadanedo, Edroso, Murçós e Soutelo Mourisco zusammengeschlossen. Espadanedo ist Sitz dieser neu gebildeten Gemeinde.